# コントロールパネル (ソフトウェア)
多くのコンピュータのユーザインタフェースにおけるコントロールパネル (英語: Control panel) とは、ソフトウェアやハードウェアのユーザー制御機能のことである。コントロールパネルはディスプレイ設定、ネットワーク設定、アカウント設定、ハードウェア設定など多くの設定項目を提供する。いくつかのコントロールパネルは使用するために管理者権限を必要とする。

## 歴史
コントロールパネルという言葉は、タビュレーティングマシンや、1940年代から1950年代の初期のコンピュータ内にあったプラグボードを指していた。1980年代、グラフィカルユーザインターフェースの草分けとなったXerox StarとApple Lisaでは、ユーザ設定をシングルクリックで選択・変更できるようになった。1984年にリリースされたApple Macintoshにおいて、物理的なスライダーやOn/Offボタン、ラジオ選曲ボタンをグラフィック表現した「コントロール・パネル・ボード」か導入された。

## 機能
コントロールパネルでは様々なタスクをグループ化して提供している。

### ユーザ設定
- アクセシビリティ
  - 視覚
    - フォントサイズとコントラスト
    - 拡大鏡（英語版）
    - スクリーンリーダー

  - 聴覚
    - システムサウンドの視角表示

  - タイピング
    - オンスクリーン・キーボード
    - スティッキー・キー（英語版）

### ハードウェア
- 色
  - 色設定
- ディスプレイ
  - 明度
  - コントラスト（英語版）
  - 色調整（英語版）
  - 省電力設定
  - ガンマ調整
  - 画面解像度と向き（英語版）
- ペンタブレット
- キーボード
  - ショートカットキーとバインド
  - 言語とキー配列
  - カーソルの見た目
- マウスとタッチパッド
- 電源管理（英語版）
  - 省電力設定
  - バッテリー
  - ディスプレイの明るさ
  - 電源ボタン
  - 電源プラン
- プリンタとスキャナ
- サウンド

### ネットワーク
- Bluetooth接続とファイル交換
- イーサネット接続
- インターネット・アカウント管理
  - E-mailアカウント
  - SNSアカウント
- 無線LAN接続
- プロキシ

### セキュリティ
- 証明書
- パスワード管理（英語版）
- ファイアウォール
- ディスク暗号化（英語版）
- プライバシー
  - ファイルインデックス作成とイベント監視
  - ファイル共有

### システム
- ログイン・ウィンドウ（英語版）
- システム情報
  - ホスト名
- システム時刻
  - カレンダー
  - NTPサーバ
  - タイムゾーン
- ソフトウェア管理
  - アプリケーション管理
  - パッチ管理設定

## 実例
- Microsoft Windowsでは、コントロールパネルは様々なコンピュータ設定をまとめたものである。コントロールパネルは、コマンドプロンプトからcontrolコマンドによっても起動できる。このコマンドにより遠隔でプログラムやアプリケーションからコントロールパネルを開くことが可能である。
- Classic Mac OSでは、コントロールパネルは同様の機能を提供する。macOSでは名称がシステム設定に変更されている。
- CPanelやPleskのようなブラウザベースのコントロールパネルは、サーバやWebサービス、ユーザの管理に使われる。
- GNOME、KDE、Webminのようなフリーのデスクトップ環境ではそれぞれ異なるコントロールパネルが存在する。

## 関連リンク
- 操作盤